# Masaki Tanaka
Masaki Tanaka (田中 優毅 Tanaka Masaki?), född 27 mars 1991 i Chiba prefektur, är en japansk fotbollsspelare.
Tanaka började sin karriär 2013 i Giravanz Kitakyushu. Efter Giravanz Kitakyushu spelade han för Matsue City FC och Veertien Mie.